# Oerlikon FVel6

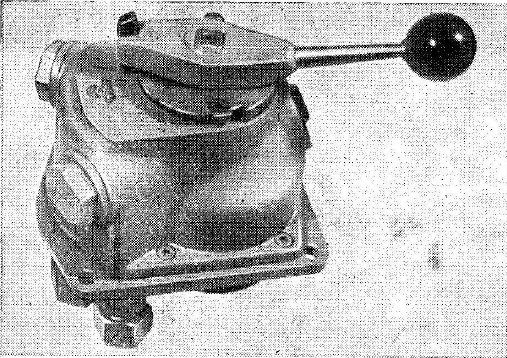
Zawór maszynisty Oerlikon FVel6

Oerlikon FVel6 – zawór maszynisty stosowany w pojazdach trakcyjnych, służący do uruchamiania hamulca pneumatycznego, jak i elektropneumatycznego w systemie Oerlikona. Wśród taboru PKP zawory te można spotkać w elektrycznych zespołach trakcyjnych.

## Budowa i działanie zaworu
Zawór FVel6 jest umocowany do specjalnej podstawy, do której doprowadzone są rury instalacji pneumatycznej pojazdu trakcyjnego.
Zawór maszynisty składa się z obudowy, wewnątrz której znajdują się: wałek pionowy z krzywkami, dwa zawory wlotowy i wylotowy, trzy mikrowyłączniki. Wałek pionowy zakończony jest dźwignią, służącą do uruchamiania zaworu. Znajdujące się na wałku krzywki współpracują z zaworami i mikrowyłącznikami. Każdy zawór ma dwa położenia: otwarcia i zamknięcia przepływu sprężonego powietrza. Położenia zaworów są uzależniane kształtem krzywki w danym położeniu dźwigni. Zawory przepuszczają sprężone powietrze do przewodu hamulcowego i służą do zasilania instalacji pneumatycznej hamulca w sprężone powietrze oraz do uruchamiania hamulca pneumatycznego.
Również mikrowyłączniki załączane są przez krzywkę i ich stan zależy od położenia dźwigni zaworu. Mikrowyłączniki sterują pracą styczników hamowania elektropneumatycznego, które z kolei uruchamiają odpowiednio wszystkie zawory hamowania lub luzowania elektropneumatycznego, we wszystkich zaworach rozrządczych całego pociągu.
W zaworze maszynisty nie ma żadnych elementów suwakowych, lecz znajdują się dwa zawory grzybkowe z wkładkami gumowymi dociskane sprężynami do gniazd zaworowych. Dzięki temu zawory są bardzo szczelne, a ich naprawa bardzo prosta. Obudowa zaworu i niektóre jego części składowe są wykonane z lekkich stopów aluminiowych.

### Położenia zaworu FVel6

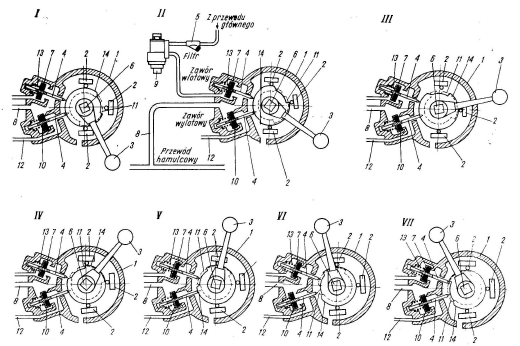
Pozycje kranu hamulca FVel6:
I – luzowanie ep., II – jazda ep., III – hamowanie ep., IV – jazda i luzowanie pn., V – odcięcie pn., VI – hamowanie pn. stopniowe i nagłe, VII – wyłączenie (trakcja ukrotniona)
Elementy budowy zaworu:
1 – kadłub, 2 – mikrowyłącznik, 3 – dźwignia zaworu, 4 – popychacz zaworu, 5 – filtr, 6 – wałek pionowy, 7 – zawór wlotowy, 8 – przewód główny, 9 – regulator ciśnienia, 10 – zawór wylotowy, 11 – krzywka, 12 – kanał wylotowy, 13 – sprężyna, 14 – krzywka

Dźwignię zaworu przy hamowaniu przestawia się przeciwnie do kierunku ruchu wskazówek zegara.
1. Położenie luzowania elektropneumatycznego – luzowanie elektropneumatyczne ma tylko jeden stopień, dlatego aby uzyskać efekt stopniowego luzowania, należy manipulować dźwignią między położeniem 2 a 1, aż do żądanego spadku siły hamowania.
2. Położenie jazdy, jeśli używany ma być hamulec elektropneumatyczny – przestawienie dźwigni w tę pozycję nie oznacza wyluzowania hamulca elektropneumatycznego. Na tej pozycji zadane na pozycji 3 ciśnienie w cylindrach hamulcowych zostaje utrzymane. Jeśli hamulce są wyluzowane, jazda odbywa się na tej pozycji.
3. Położenie hamowania elektropneumatycznego – hamulec elektropneumatyczny ma tylko jeden stopień hamowania, dlatego aby uzyskać żądaną siłę hamowania, lub efekt stopniowego hamowania, należy ustawić dźwignię na tę pozycję, a po uzyskaniu oczekiwanego ciśnienia, cofnąć dźwignię na pozycję 4.
4. Położenie luzowania pneumatycznego i jazdy, jeśli używany ma być hamulec pneumatyczny
5. Położenie odcięcia – przygotowanie do hamowania, przewód hamulcowy odcięty od zasilania
6. Położenie hamowania pneumatycznego – w zaworze FVel6 występuje tylko jedna pozycja hamowania pneumatycznego, dlatego aby uzyskać żądaną siłę hamowania, należy ustawić dźwignię w tę pozycję, po uzyskaniu żądanej siły, przestawić dźwignię w pozycję 5. Celem zmniejszenia stopniowego siły hamowania, należy przestawić dźwignię w pozycję 4, aż do uzyskania żądanego spadku ciśnienia w cylindrach hamulcowych pociągu. Celem całkowitego wyluzowania hamulca pneumatycznego i jazdy, należy przestawić dźwignię w pozycję 4 i ją w tej pozycji pozostawić na czas jazdy. Aby uzyskać pełną siłę hamowania (hamowanie nagłe), należy pozostawić dźwignię zaworu w tej pozycji aż do zatrzymania składu.
7. Położenie wyłączenia (trakcja wielokrotna) – celem przestawienia kranu w tę pozycję, należy zwolnić blokadę znajdującą się na osi dźwigni zaworu maszynisty. W tej pozycji nie ma zasilania przewodu hamulcowego z przewodu głównego. Położenie to uruchamia się przy opuszczaniu kabiny, kiedy jest uruchomiony hamulec ręczny, lub kiedy kabina jest nieczynna, także w trakcji wielokrotnej. Zawór maszynisty typu FVel6 nie ma położenia umożliwiającego zasilanie przewodu hamulcowego z pominięciem regulatora ciśnienia, gdyż jest przewidziany do stosunkowo krótkich pociągów.